# Nuncia tamula
Nuncia tamula is een hooiwagen uit de familie Triaenonychidae.